# 永遠の誓い
「永遠の誓い」（とわのちかい、原題：It's A Hard Life）は、イギリスのロックバンド、クイーンが1984年に発表した楽曲。シングル、アルバム『ザ・ワークス』に収録された。

## 解説
シングルB面は「悲しい世界」。作曲はフレディ・マーキュリー。
初期のクイーンを思い起こさせる楽曲で、冒頭の歌詞とメロディはオペラ『道化師』の一節が引用されている。

## ミュージック・ビデオ
この楽曲はミュージック・ビデオが製作されており、メンバーは貴族の格好をして登場している。中でも真っ赤で目玉が幾つも描かれたフレディの衣装は話題を呼んだ。このミュージック・ビデオはDVD『グレイテスト・ビデオ・ヒッツ2』で視聴することができる。

## 収録曲
1. 永遠の誓い - It's a Hard Life (Mercury) 4:07
2. 悲しい世界 - Is This the World We Created...? (May/Mercury) 2:11

## 担当
- フレディ・マーキュリー - リードヴォーカル、コーラス、ピアノ
- ブライアン・メイ - リードギター、コーラス
- ロジャー・テイラー - ドラムス、コーラス
- ジョン・ディーコン - ベース

## ライブ・レコーディング
- ライブ・イン・リオ (VHS)
- 伝説のチャンピオン: ファイナル・ライブ・イン・ジャパン（英語版） (DVD)